# Вжонца (Каліський повіт)
Вжонца (пол. Wrząca) — село в Польщі, у гміні Бжезіни Каліського повіту Великопольського воєводства.
Населення — 109 осіб (2011).
У 1975—1998 роках село належало до Каліського воєводства.

## Демографія
Демографічна структура станом на 31 березня 2011 року:
|          | Загалом | Допрацездатний вік | Працездатний вік | Постпрацездатний вік |
| -------- | ------- | ------------------ | ---------------- | -------------------- |
| Чоловіки | 56      | 13                 | 33               | 10                   |
| Жінки    | 53      | 4                  | 35               | 14                   |
| Разом    | 109     | 17                 | 68               | 24                   |